# Hokuspokus (1953)
Hokuspokus ist eine deutsche Filmkomödie des Regisseurs Kurt Hoffmann. Bei dem Schwarzweißfilm aus dem Jahr 1953 handelte es sich um die zweite Verfilmung des gleichnamigen Bühnenstücks von Curt Goetz, der selbst das Drehbuch schrieb und gemeinsam mit seiner Ehefrau Valérie von Martens die Hauptrollen übernahm. Die Uraufführung fand am 1. September 1953 im Turmpalast in Frankfurt am Main statt.

## Handlung
Die schmächtige Agda Kjerulf wird angeklagt, ihren Ehemann, den erfolglosen verschwundenen Maler Hilmar Kjerulf, vor einiger Zeit bei einem gemeinsamen Bootsausflug über Bord fallen und ertrinken gelassen zu haben. Nachdem die Angeklagte sich schlecht oder gar nicht verteidigen kann, gar gelegentlich in Ohnmacht fällt, ihr Anwalt sein Mandat niedergelegt hat, und Frau Kjerulf vor einer Verurteilung steht, „beweist“ der mysteriöse Peer Bille bei einem nächtlichen Besuch dem Richter, dass sein bester Freund und Anwalt, Mr. Graham, ihn mit Gift ermorden wolle, um zu demonstrieren, wie leicht Indizien in die Irre führen können, so dass ein ehemaliger Zirkusartist mit Hokuspokus-Tricks einen Richter vor der Schuld seines Freundes überzeugen kann. 
Zudem springt Bille als geistreicher und umtriebiger Verteidiger ein. Der Prozess nimmt ungeahnte Wendungen aufgrund von Zeugenaussagen und einer bedeutsamen Entdeckung von Mr. Graham im Hause des Richters.

## Hintergrund
Die Dreharbeiten fanden vom 20. April bis 13. Juni 1953 im Filmatelier Göttingen sowie in der Umgebung von Göttingen statt. Filmarchitekten waren Hermann Warm und Kurt Herlth.
Bereits 1930 wurde das Stück zum ersten Mal verfilmt – unter der Regie von Gustav Ucicky mit Lilian Harvey und Willy Fritsch in den Hauptrollen. Zudem inszenierte Uckicy mit demselben Stab und einem Teil des Ensembles (u. a. wieder Lilian Harvey) parallel dazu eine zweite, englischsprachige Verfilmung, in der Laurence Olivier den Part von Willy Fritsch übernommen hatte. 1965/66 folgte eine dritte Verfilmung, abermals unter der Regie von Kurt Hoffmann; diesmal mit Heinz Rühmann und Liselotte Pulver in den Hauptrollen.

## Kritik
- Lexikon des internationalen Films: Justizkomödie, die den Zuschauer geistreich und mit hintergründigem Witz an der Nase herumführt.[2]
- Die Filmbewertungsstelle Wiesbaden verlieh der Produktion das Prädikat wertvoll.